# Lei da Moeda de 1873 (Estados Unidos)
A Lei de Cunhagem de 1873, também conhecida como Lei da Casa da Moeda de 1873, foi uma revisão abrangente das leis relacionadas à Casa da Moeda dos Estados Unidos. Ao encerrar o direito dos detentores de lingotes de prata de convertê-los em  dólares de prata padrão, enquanto mantinha a possibilidade de cunhar moedas a partir de lingotes de ouro, a lei estabeleceu, por padrão, um padrão-ouro. Além disso, autorizou a criação do dólar comercial, com curso legal limitado e destinado principalmente à exportação para a Ásia, e aboliu três moedas de pequenas denominações. A medida gerou resultados controversos e foi criticada por opositores como o "Crime de 73".
Em 1869, a Lei da Casa da Moeda de 1837, promulgada antes da Corrida do ouro na Califórnia e da Guerra Civil Americana impactarem o sistema monetário dos Estados Unidos, já era considerada obsoleta. O Secretário do Tesouro, George Boutwell, encarregou o Vice-Controlador da Moeda, John Jay Knox Jr. [en], de redigir uma lei revisada, que foi apresentada ao Congresso pelo senador de Ohio John Sherman. Na época, o preço de mercado da prata superava o valor pelo qual a Casa da Moeda adquiria o metal, reduzindo a demanda pela cunhagem de dólares de prata. Contudo, Knox e outros previram corretamente que o desenvolvimento da Comstock Lode [en] e de outras ricas jazidas de prata diminuiria o preço de mercado do metal, tornando atrativa a opção de converter lingotes em moedas de curso legal. O Congresso debateu o projeto por quase três anos antes de aprová-lo. Durante esse período, raramente se mencionou publicamente, embora sem sigilo, que a lei estabeleceria o padrão-ouro ao acabar com o bimetalismo. O projeto tornou-se lei em 12 de fevereiro de 1873, com a assinatura do presidente Ulysses S. Grant, entrando em vigor em 1º de abril daquele ano.
Em 1876, quando o preço de mercado da prata caiu conforme previsto, os produtores levaram lingotes à Casa da Moeda, apenas para descobrir que ela não estava mais autorizada a cunhá-los. O caso transformou-se em uma grande controvérsia política que perdurou até o fim do século, opondo defensores do padrão-ouro deflacionário àqueles que viam na cunhagem livre de prata [en], uma política inflacionária, uma necessidade para a prosperidade econômica. Apesar de acusações da época, há poucas evidências de que a lei de 1873 tenha sido motivada por corrupção. A disputa política foi resolvida quando o padrão-ouro foi formalmente instituído por lei em 1900, com a Lei do Padrão-Ouro [en]. A partir de março de 1933, os Estados Unidos abandonaram rapidamente o padrão-ouro em favor da moeda fiduciária para quase todos os fins. O vínculo final do dólar com o ouro foi rompido em 1971, deixando ouro e prata como commodities.

## Contexto histórico
A Lei da Casa da Moeda de 1792 [en] criou a Casa da Moeda dos Estados Unidos. Nas suas primeiras décadas, a Casa da Moeda cunhava ouro e prata apenas em resposta aos depósitos desses metais por cidadãos, devolvendo os lingotes aos depositantes na forma de moedas. Tanto ouro quanto prata podiam ser apresentados para conversão em moeda, pois ambos tinham curso legal: um dólar equivalia a um peso de prata legalmente definido e a uma quantidade de ouro também estabelecida por lei. Definir uma moeda em termos de dois metais diferentes é conhecido como bimetalismo. Esse sistema pode sofrer instabilidade conforme os preços de ouro e prata variam no mercado mundial, o que ocorreu nas primeiras décadas após 1792, quando os valores relativos de ouro e prata na Europa mudaram. Naquela época, moedas americanas de ouro ou prata raramente circulavam no país, pois eram amplamente exportadas devido a essas flutuações — a maioria das moedas em circulação era de origem estrangeira.
Em 1834, o Congresso reduziu ligeiramente o valor do dólar, aliviando o peso das moedas de ouro e prata dos EUA (coletivamente chamadas de espécie), tornando sua exportação menos vantajosa. Com isso, elas passaram a circular mais frequentemente no comércio interno. Com o aumento da circulação, o Congresso reexaminou as leis existentes sobre a Casa da Moeda e considerou muitas disposições obsoletas. Assim, promulgou a Lei da Casa da Moeda de 1837, uma revisão completa das normas relacionadas à instituição. Entre as novas medidas, criou-se um fundo de lingotes, permitindo que os depositantes fossem pagos sem esperar o processo de cunhagem. A proporção de valor entre pesos equivalentes de ouro e prata foi ajustada ligeiramente, possibilitando a circulação de moedas de ambos os metais nos EUA.

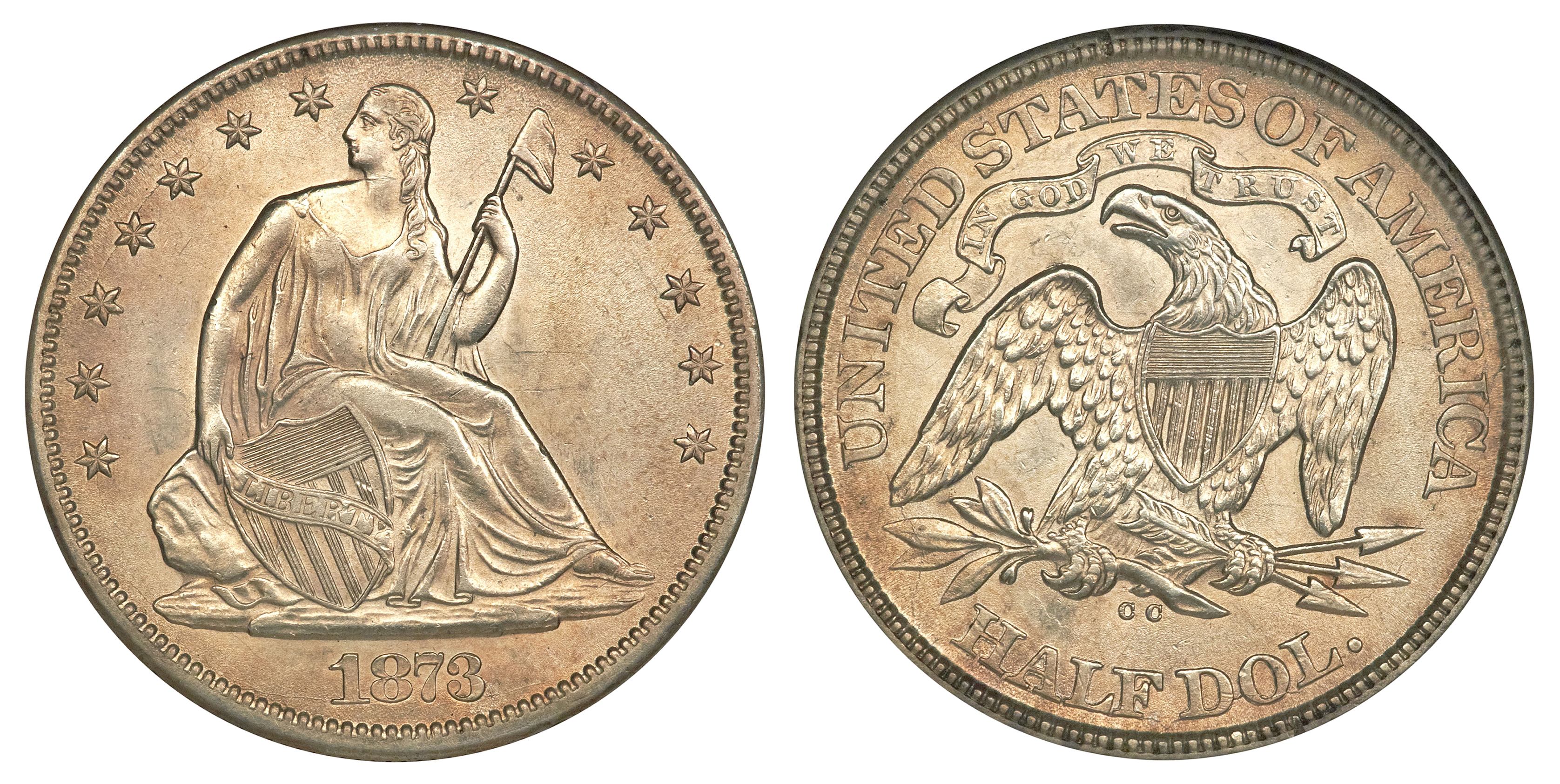
Sob uma lei de 1853, os depositantes não podiam mais ter seu metal cunhado em moedas de meio dólar.

Quando os preços da prata subiram em relação ao ouro devido à Corrida do Ouro na Califórnia, as moedas de prata passaram a valer mais do que seu valor nominal, sendo rapidamente exportadas para fundição. Apesar da oposição liderada pelo representante do Tennessee (e futuro presidente) Andrew Johnson, o conteúdo de metal precioso das moedas menores de prata foi reduzido em 1853, permitindo sua circulação. Até então, os depositantes de prata podiam escolher ter seus lingotes cunhados em moedas de qualquer denominação a partir de cinco centavos; a Lei de 1853 [en] reduziu o peso das moedas de prata, do meio-dime [en] ao meio dólar [en], e eliminou o direito dos depositantes de cunhar prata nessas denominações. Ainda era possível cunhar dólares de prata, mas, como havia mais prata do que o valor de um dólar em cada moeda, era mais lucrativo vender os lingotes a fabricantes e joalheiros. Enquanto os preços da prata permanecessem altos, isso colocava os Estados Unidos, na prática, no padrão-ouro.
Embora a Casa da Moeda raramente recebesse depósitos de prata para cunhagem após 1853, ela comprava lingotes de prata usando as novas moedas leves a preços acima do mercado. Isso era ilegal, pois o Congresso determinara que essas moedas só poderiam ser adquiridas com ouro, uma medida para limitar sua quantidade à demanda real. Como as moedas de prata tinham um limite de curso legal de 5 dólares, sua circulação excessiva poderia prejudicar o comércio. De fato, isso aconteceu, e comerciantes e banqueiros reclamaram que o limite os obrigava a vender os excedentes com desconto a corretores.
O excesso foi substituído por uma escassez quando a maioria das moedas federais foi entesourada durante o caos econômico da Guerra Civil Americana. O centavo de base metálica [en] foi o que desapareceu mais lentamente, mantendo valor apenas pela confiança no governo, que estava abalada na época. Eventualmente, ele também sumiu de circulação e passou a ser trocado com ágio. Diversas soluções temporárias substituíram as moedas desaparecidas, como moeda fracionária e fichas de comerciantes [en]. A partir de 1864, o Congresso começou a autorizar moedas de metal base que não seriam entesouradas. Reduziu o peso do centavo, passando a fabricá-lo em bronze, e exigiu uma moeda de dois centavos [en] do mesmo material. No ano seguinte, foi introduzido o níquel de três centavos [en] e, em 1866, começou a produção do níquel de cinco centavos [en] (hoje simplesmente chamado de níquel). A moeda de dois centavos, inicialmente popular, teve sua cunhagem reduzida à medida que o público preferia o níquel, menor e mais prático.
As notas verdes [en], sem lastro em prata ou ouro, mas garantidas pelo crédito dos Estados Unidos, foram necessárias para financiar os enormes gastos da guerra. No final da década de 1860, políticos divergiam sobre a rapidez com que o governo deveria retomar os pagamentos em ouro e prata. O Secretário do Tesouro, Hugh McCulloch, acreditava que a melhor forma era retirar as notas verdes o mais rápido possível, o que fez até ser interrompido pelo Congresso, que considerava sua postura contracionista prejudicial à economia. Cada vez mais prata era extraída no Extremo Oeste. A queda no preço do metal tornava atraente a opção de depositar prata na Casa da Moeda em troca de moedas, e a cunhagem de dólares de prata aumentou consideravelmente no final da década de 1860 e início da de 1870. O dólar de prata tinha curso legal pleno, e algumas autoridades temiam que os depósitos crescentes fizessem a prata expulsar o ouro da circulação, como previsto pela Lei de Gresham, ameaçando o padrão-ouro.
Como fazia duas décadas que a prata não era regularmente depositada para cunhagem, o fato de os Estados Unidos estarem em um padrão bimetálico desde 1792 era frequentemente esquecido. O padrão-ouro era visto como a única opção viável, e muitos presumiam que o país já o seguia, um sistema adotado por nações fortes como o Reino Unido (1816) e o Império Alemão (1871).

## Origem

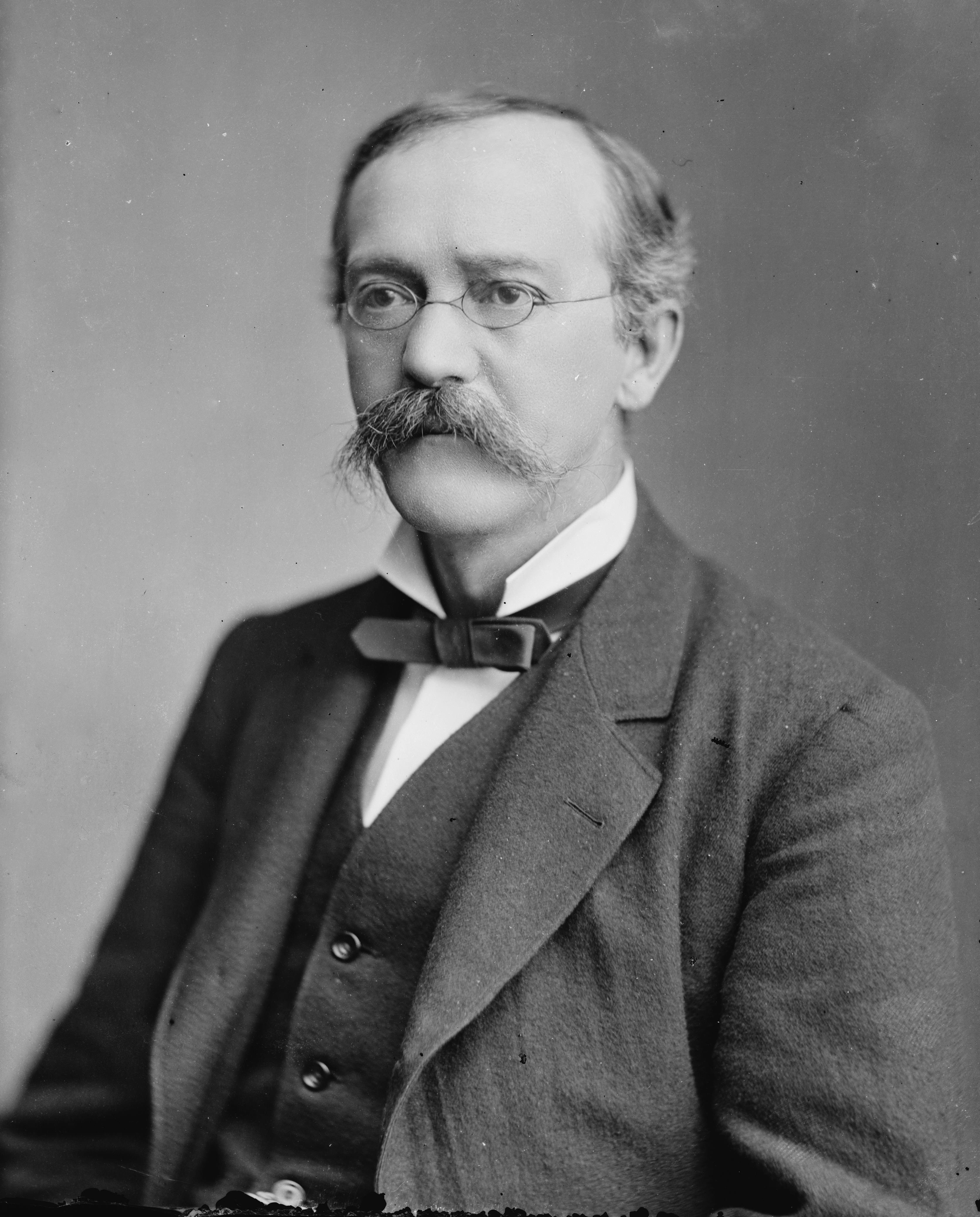
John Jay Knox, fotografado por Mathew Brady

Prejuízos de quase 250 mil dólares na Casa da Moeda de São Francisco [en] preocuparam o Tesouro. Em 1866, o então Secretário do Tesouro, Hugh McCulloch, enviou John Jay Knox, funcionário do Tesouro, em uma missão especial de investigação. Knox constatou que irregularidades na transferência de lingotes entre os oficiais da Casa da Moeda resultaram em registros contábeis inconsistentes, mas a ausência de recibos impossibilitou identificar os responsáveis. Em 1869, já como Vice-Controlador da Controladoria da Moeda [en], Knox foi enviado pelo sucessor de McCulloch, George S. Boutwell, para inspecionar outras instalações da Casa da Moeda. Ele descobriu graves irregularidades e grandes perdas governamentais no Escritório de Ensaio de Nova York, novamente devido à falta de procedimentos contábeis adequados e à dificuldade dos funcionários em encontrar uma cópia dos regulamentos da Casa da Moeda.
Em 1867, a Conferência Monetária Internacional de Paris [en] debateu a padronização de moedas de ouro de vários países segundo a União Monetária Latina [en]. Pequenos ajustes no soberano de ouro britânico e na peça de cinco dólares de ouro americana (ou meia-águia [en]) as equiparariam a 25 francos. Propôs-se que britânicos e americanos fizessem essas mudanças, enquanto a França começaria a cunhar uma moeda de 25 francos. Nada disso se concretizou, mas, em janeiro de 1868, o senador de Ohio John Sherman apresentou um projeto de lei para adotar formalmente o padrão-ouro nos Estados Unidos, eliminando a prata como curso legal e implementando as recomendações da conferência.
Em seu relatório de 1866, Knox recomendara uma revisão completa das leis relacionadas à Casa da Moeda. Em janeiro de 1870, Boutwell instruiu-o a preparar um esboço. Para isso, Knox contou com a ajuda do ex-Diretor da Casa da Moeda Henry Linderman [en], que então ocupava um cargo itinerante no Departamento do Tesouro e, em 1873, se tornaria o primeiro diretor do Bureau da Casa da Moeda.
Knox finalizou um projeto de lei que revogava diversas disposições legais obsoletas e reescrevia outras. Ele propôs eliminar o dólar de prata padrão (substituindo-o por um dólar de prata leve com limite baixo de curso legal), transferir o escritório do Diretor da Casa da Moeda de Filadélfia para Washington, abolir a taxa de cunhagem de lingotes de ouro (então de 0,5%) e extinguir o cargo de Tesoureiro nas casas da moeda e escritórios de ensaio, transferindo suas funções ao superintendente. Durante a elaboração, Knox consultou ex-oficiais da Casa da Moeda, como os ex-diretores James Ross Snowden [en] e Robert Maskell Patterson [en], além do ex-Cunhador-Chefe da Casa da Moeda de Filadélfia, Franklin Peale [en]. O Diretor da Casa da Moeda, James Pollard, submeteu o projeto ao Congresso em 25 de abril de 1870.

## Tramitação e aprovação

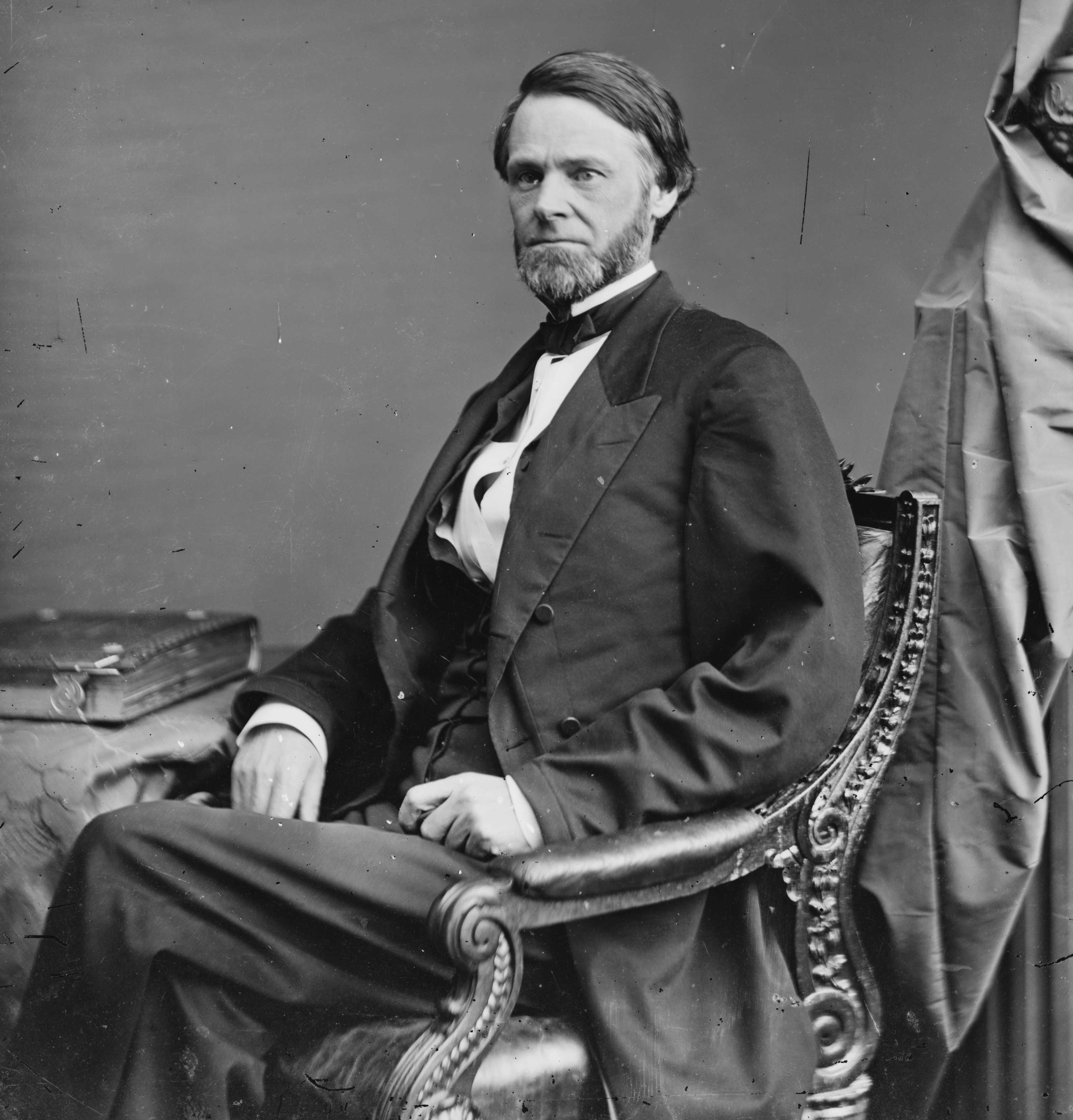
O senador John Sherman conduziu o projeto pelo Congresso.

Sherman apresentou o projeto em 28 de abril de 1870, e ele foi encaminhado ao Comitê de Finanças do Senado dos Estados Unidos [en], do qual era presidente. Ele não buscou sua aprovação naquela sessão do Congresso, pois os legisladores estavam ocupados com outras leis financeiras. Durante os quase três anos de tramitação, o projeto recebeu pouca atenção da imprensa, embora especialistas monetários e outros acompanhassem seu progresso de perto. Em 9 de janeiro de 1871, Sherman levou o projeto ao plenário do Senado para debate. A abolição do dólar de prata e, consequentemente, do bimetalismo não foi discutida, pois os senadores concentraram-se na exclusão da taxa de cunhagem (a cobrança pelos serviços da Casa da Moeda ao converter lingotes em moeda). Isso era relevante para o Senado — especialmente para membros do Extremo Oeste —, pois afetava o retorno de mineradoras e refinarias, um interesse econômico importante. Sherman propôs uma emenda para manter a taxa, mas senadores ocidentais a criticaram como um imposto injusto sobre mineradores e refinadores de ouro, e ela foi rejeitada por 26 a 23. Em 10 de janeiro, o projeto foi aprovado no Senado por 36 a 14, com Sherman votando contra sua própria proposta. O projeto seguiu para a Câmara dos Representantes e foi encaminhado ao Comitê de Cunhagem, Pesos e Medidas, sendo brevemente apresentado em 25 de fevereiro pelo presidente do comitê, o pennsylvaniano William D. Kelley [en], antes de retornar ao comitê. A Câmara não o considerou pelo resto do 41º Congresso [en], que terminou em 3 de março de 1871, e o projeto aprovado pelo Senado expirou.
Kelley reapresentou o projeto na Câmara quando o Congresso se reuniu em dezembro de 1871. Representante da Filadélfia, Kelley era influenciado pelo industrial Joseph Wharton [en], dono de uma refinaria de níquel em Camden, Nova Jérsia, que fornecia, sem licitação, grande parte do metal para as moedas de três e cinco centavos da Casa da Moeda. O projeto propunha que o centavo, então de bronze, passasse a ser feito de liga de níquel. Em 9 de janeiro de 1872, durante o debate, o interesse de Wharton foi imediatamente questionado. O representante de Nova York Clarkson Potter [en] interrogou Kelley, chamando o projeto de "artimanha da Pensilvânia" que daria "um monopólio ao cavalheiro da Pensilvânia [Wharton]". Outro nova-iorquino, Dwight Townsend [en], tentou arquivar o projeto, frustrado com a demora, mas, embora a moção tenha passado em votação por voz, não havia quórum, e ela foi rejeitada em votação nominal. Em 10 de janeiro, o congressista do Missouri James R. McCormick [en], representando produtores de níquel de seu estado, propôs uma emenda para compras de níquel por licitação competitiva. Em vez de aceitar a emenda, Kelley devolveu o projeto ao comitê.
Em 9 de abril de 1872, o projeto voltou ao plenário da Câmara, gerenciado por Samuel Hooper [en], de Massachusetts, presidente do Comitê de Serviços Financeiros da Câmara dos Estados Unidos [en]. Hooper revisou o projeto seção por seção e afirmou que ele colocaria os Estados Unidos no padrão-ouro. No debate, outros representantes, como Potter e Kelley, demonstraram compreender isso. O projeto agora previa licitação para níquel, mas foi novamente retirado, desta vez por Hooper, após Kelley acusar Potter de favorecer comerciantes de lingotes de Nova York, o que gerou oposição de outros nova-iorquinos. Em 27 de maio, Hooper apresentou um projeto substitutivo, que foi aprovado por 110 a 13 sem sequer ser lido. Entre as mudanças feitas pela Câmara ao projeto de Knox, estava um leve aumento no peso das moedas de prata subsidiárias (dime [en], quarto de dólar e meio dólar), totalizando 25 gramas (0,88 oz) por dólar.
O projeto aguardou a retomada do Congresso em dezembro. No início daquele mês, Boutwell emitiu seu relatório anual, pedindo a aprovação da legislação. Em 16 de dezembro, o projeto foi encaminhado ao comitê de Sherman. Ele retornou sem a proposta de fabricar o centavo em liga de cobre-níquel e com o dólar de prata leve substituído por um dólar comercial, destinado ao comércio no Extremo Oriente, com status de curso legal limitado nos EUA. O projeto foi relatado ao Senado em 7 de janeiro de 1873. Foi debatido no dia 17.
Um dos temas discutidos foi a exigência de que uma águia aparecesse nas moedas maiores dos EUA. Linderman solicitara uma emenda para que moedas de ouro e prata indicassem peso e pureza, o que eliminaria a águia. O senador da Califórnia Eugene Casserly [en] opôs-se à emenda, patrocinada por Sherman, afirmando que "seria difícil imaginar um meio dólar ou um quarto de dólar como tal sem a águia". A águia foi mantida quando a emenda foi rejeitada, por 24 a 26. Casserly teve menos sucesso com uma emenda para eliminar totalmente a taxa de cunhagem reduzida de 0,2%, que também falhou. Sherman acelerou o processo, e o projeto foi aprovado sem votação registrada. A Câmara inicialmente rejeitou o dólar comercial, mas representantes de ambas as casas, liderados por Sherman e Potter, reuniram-se em um comitê de conferência, e a Câmara aceitou a emenda do Senado. O projeto foi aprovado por ambas as casas sem mais debates e assinado pelo presidente Ulysses S. Grant em 12 de fevereiro de 1873. Em nenhum momento de sua tramitação de quase três anos o projeto previu a retenção do dólar de prata padrão, no qual os depositantes poderiam cunhar seus lingotes.

### Intenção dos autores do projeto

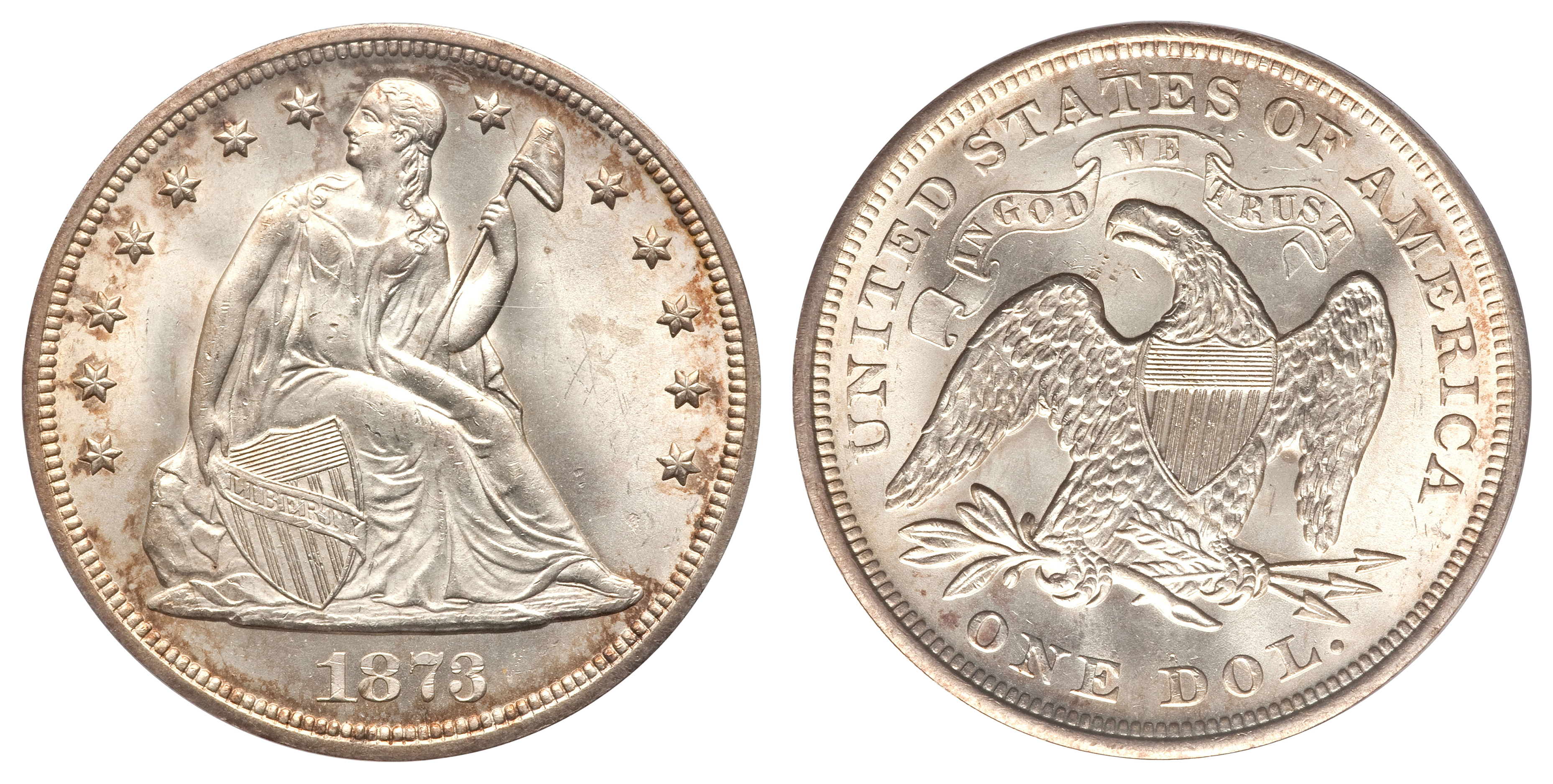
O dólar de prata padrão foi abolido pela Lei de Cunhagem de 1873.

Anos após sua aprovação, quando a lei de 1873 tornou-se uma questão política, alguns envolvidos em sua promulgação, como Sherman e Linderman, afirmaram que não havia intenção de acabar com o bimetalismo ao eliminar a possibilidade de cidadãos cunharem lingotes de prata em dólares. Eles argumentaram que a legislação de 1853 já havia encerrado a prática de cunhar lingotes em moedas de menor valor, e a lei de 1873 apenas corrigiu uma omissão, eliminando uma moeda de baixa cunhagem e pouca circulação. Contudo, suas negativas nem sempre foram consistentes: Boutwell escreveu em suas memórias que, em 1873, ele passou a acreditar que "era sábio para cada nação reconhecer, estabelecer e manter o padrão-ouro... por isso decidi abandonar a ideia de um padrão duplo [ou seja, bimetálico]".
Em poucos anos, a ideia de que a exclusão do dólar de prata da Lei de Cunhagem não tinha como objetivo adotar o padrão-ouro tornou-se a posição oficial. Isso foi, em parte, uma reação às teorias conspiratórias sobre o "Crime de 73", como os defensores do bimetalismo chamavam a lei. Essa visão foi aceita por muitos historiadores até meados do século XX. Neil Carothers, em sua história de 1930 sobre moedas americanas de pequeno valor, escreveu que "muitos outros demonstraram que isso não foi uma ação corrupta ou furtiva dos inimigos da prata. A eliminação do dólar de prata padrão foi simplesmente no interesse de esclarecer a lei de cunhagem... Nenhum dos envolvidos na aprovação da lei de 1873 reconheceu a importância da abolição do padrão duplo legalmente existente". Segundo o historiador Allen Weinstein [en], "a desmonetização da prata, de acordo com a narrativa tradicional, foi um subproduto não planejado, embora vantajoso, de uma revisão complexa e amplamente técnica das leis da Casa da Moeda na Lei de Cunhagem de 1873".

O economista Milton Friedman afirmou: "o que não está em questão é que o dólar de prata padrão foi omitido da lista de moedas a serem cunhadas intencionalmente, com pleno conhecimento das prováveis consequências e na crença de que essas consequências eram desejáveis". Ele citou o livro de Walter T. K. Nugent de 1968, Money and American Society, 1865–1880:
como Nugent documenta em grande detalhe, o senador John Sherman, presidente do Comitê de Finanças do Senado, estava determinado a desmonetizar a prata desde pelo menos 1867 e providenciou a elaboração de um projeto nesse sentido no final de 1869. A partir daí, Sherman, Linderman, John Jay Knox (vice-controlador e depois controlador da moeda) e o Secretário do Tesouro George Boutwell cooperaram para promover uma lei de cunhagem que incluísse a desmonetização da prata.
Knox e Linderman conheciam pessoalmente as condições de mineração no Extremo Oeste. Eles sabiam que a produção de lingotes só aumentaria, provavelmente reduzindo o preço da prata abaixo do nível (1,2929 dólar por onça troy) em que o metal em um dólar de prata valia mais como lingote do que como moeda. Em sua declaração explicativa que acompanhava o projeto, Knox esclareceu que a descontinuação do dólar de prata significaria que os Estados Unidos deixariam de ser uma nação bimetálica. Boutwell, em seu relatório anual de 1872, instou o Congresso a encerrar a cunhagem de prata a partir de depósitos privados, para evitar que o governo sofresse perdas ao pagar ouro por dólares de prata que, no fim, teriam de ser fundidos por não circularem. Segundo Nugent, "Knox, Linderman, Boutwell, Sherman e outros estavam cientes do que faziam ao planejar eliminar o dólar de prata? É inconcebível que não estivessem; a declaração de Knox foi explícita. Mas eles o defenderam por temerem uma queda nos preços da prata? Ninguém fez uma declaração explícita nesse sentido, mas certamente era o caso".

## Disposições

### Bureau da Casa da Moeda; deveres dos oficiais (§§1–12)
O Diretor da Casa da Moeda sempre esteve sediado na Casa da Moeda de Filadélfia, supervisionando as demais casas da moeda e escritórios de ensaio, que eram geridos por superintendentes sob seu comando. A lei de 1873 transferiu o escritório para Washington, onde o diretor passou a supervisionar o novo Bureau da Casa da Moeda, mantendo a autoridade sobre todas as casas da moeda e escritórios de ensaio. O Diretor da Casa da Moeda passou a ser nomeado pelo presidente e confirmado pelo Senado, com mandato de cinco anos (salvo remoção pelo presidente). A partir de então, a Casa da Moeda de Filadélfia passou a ser controlada diretamente por um superintendente, como as demais. A lei também integrou formalmente o bureau ao Departamento do Tesouro. Originalmente, a Casa da Moeda dos Estados Unidos reportava-se diretamente ao presidente, mas, com o tempo, a legislação a subordinou ao Secretário do Tesouro.
Houve poucas mudanças nos oficiais das casas da moeda, exceto pela adição de um superintendente em Filadélfia (Pollock foi o primeiro) e a extinção do cargo de Tesoureiro em cada unidade. Além do superintendente, cada casa da moeda contava com um Ensaiador, um Fundidor e Refinador, e um Cunhador, todos obrigados a prestar caução para indenizar o governo por perdas durante seus mandatos, sendo cada um responsável por uma etapa do processo de cunhagem. Filadélfia também tinha um Gravador (por vezes Gravador-Chefe), encarregado de preparar matrizes e desenhos das moedas, embora o Diretor da Casa da Moeda pudesse, com aprovação do Secretário do Tesouro, contratar artistas externos para os designs. Essa permissão para artistas externos foi sugerida pelo ex-diretor Patterson. A lei fixou salários e exigências de caução para os oficiais, mantendo sua nomeação pelo presidente e confirmação pelo Senado, como nas leis de 1792 e 1837. Também estabeleceu procedimentos para nomeação de oficiais interinos ou do Diretor da Casa da Moeda em caso de ausência temporária do titular.

### Moedas e depósito de lingotes (§§13–39)

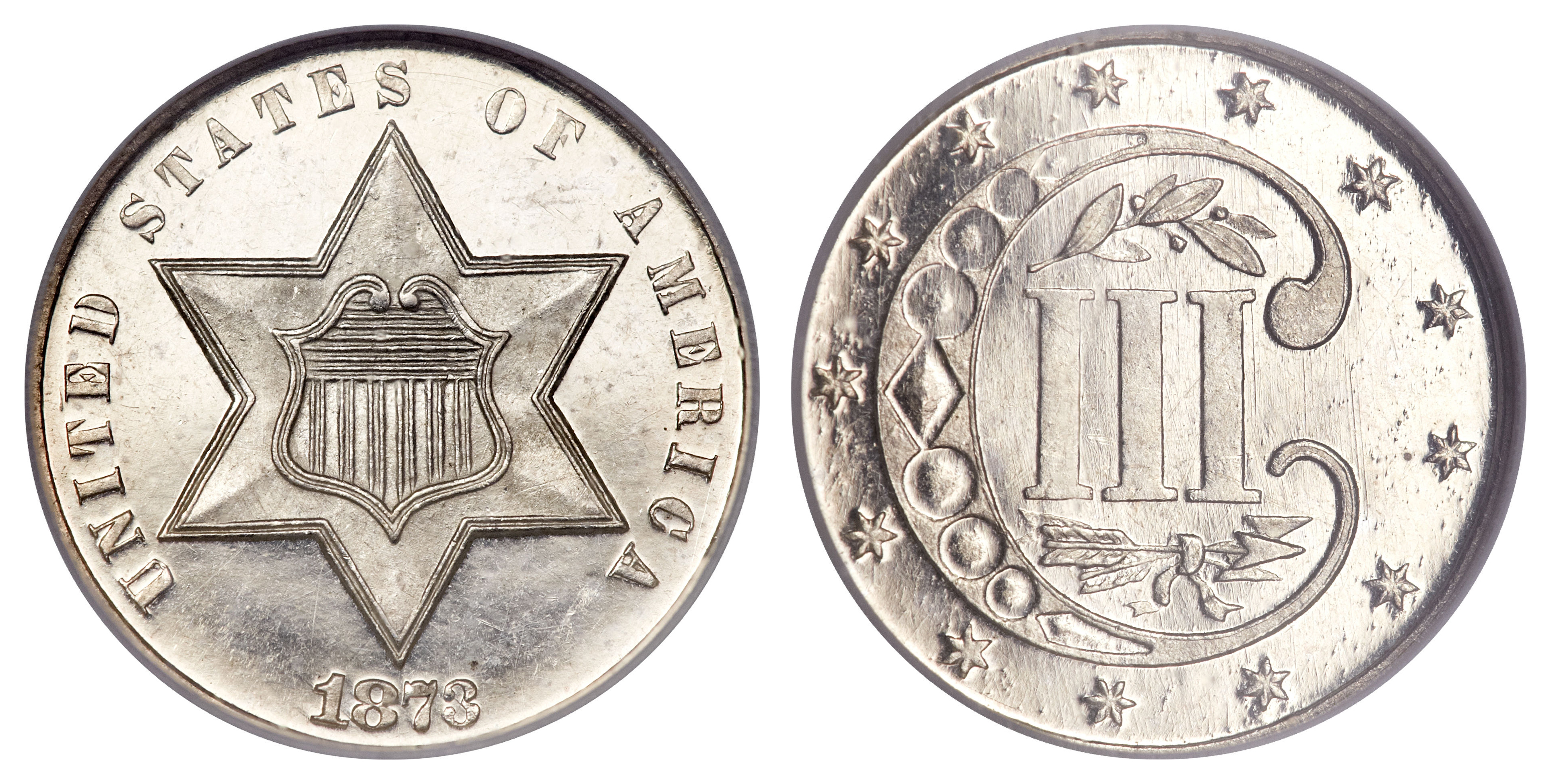
1873 3CS Cameo (1143-4042).

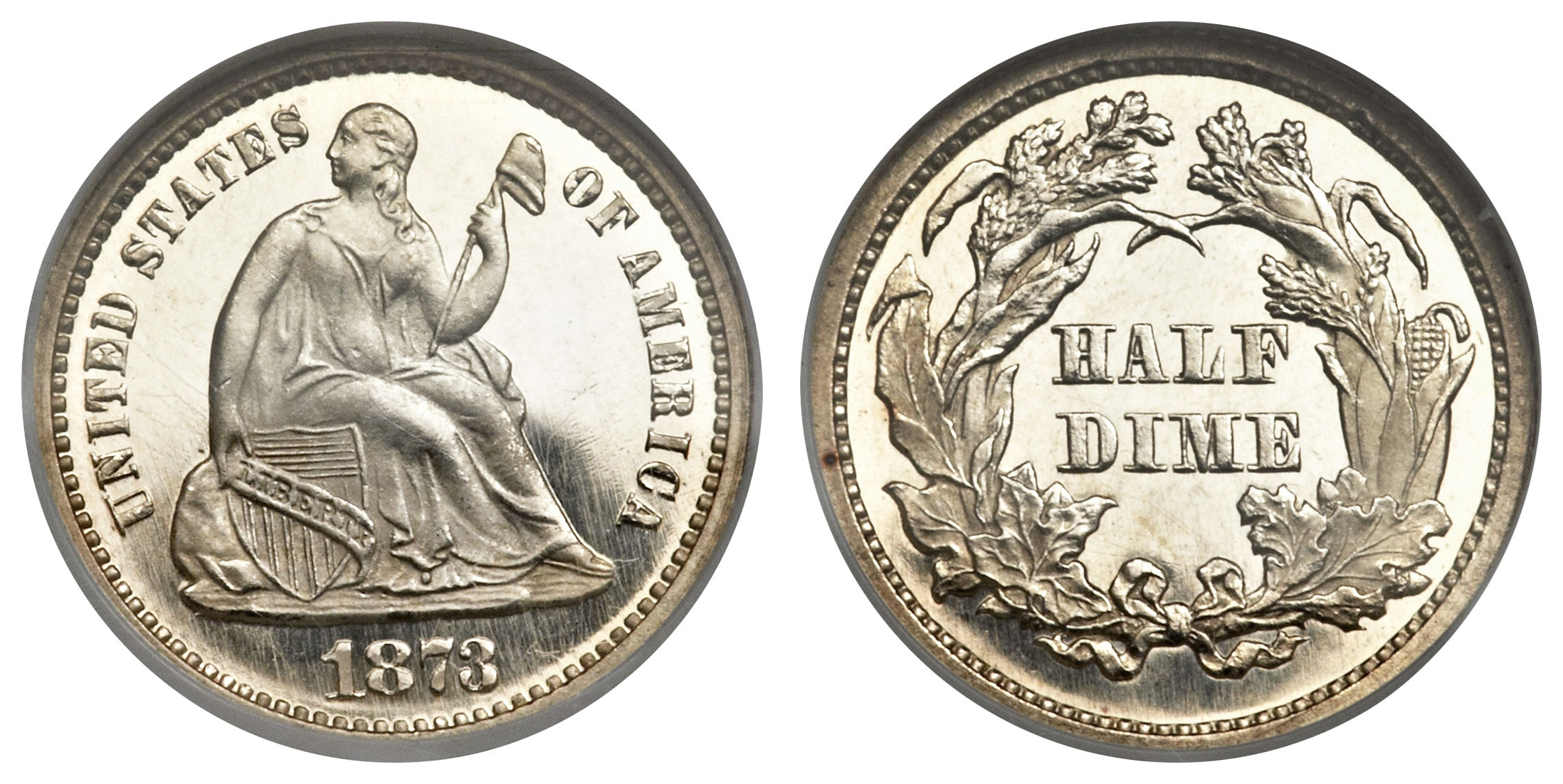
A peça de dois centavos, a prata de três centavos e a meia moeda de dez centavos foram descontinuadas pelo Lei da Moeda de 1873.

As seções 14 a 16 da lei determinaram as moedas autorizadas a serem cunhadas pelo Bureau da Casa da Moeda. Essa parte da legislação tornou-se controversa posteriormente, pois omitiu o dólar de prata padrão, que, desde 1853, era a única moeda em que depositantes de lingotes de prata podiam converter seu metal. A lei permitiu o dólar comercial, de peso maior que a moeda antiga, no qual os depositantes podiam transformar sua prata, mas seu curso legal, assim como o de todas as moedas de prata, foi limitado a 5 dólares — o antigo dólar de prata tinha curso legal ilimitado. Todas as moedas de ouro mantiveram curso legal ilimitado, e a lei previa a redenção de moedas de ouro desgastadas abaixo do peso normal por seu valor total, desde que tivessem 20 anos ou mais e contivessem pelo menos 99,5% do peso autorizado. Moedas de ouro leves que não atendessem a esses critérios teriam a perda de valor arcada pelo depositante.
A lei de 1873 também eliminou a moeda de dois centavos, a de três centavos de prata e o meio-dime. Embora as duas primeiras circulassem pouco, o meio-dime ainda era amplamente cunhado pela Casa da Moeda de São Francisco para uso no Extremo Oeste, onde notas de papel eram malvistas. As moedas autorizadas pela lei de 1873 foram o centavo, o níquel de três centavos, o níquel de cinco centavos, o dime, o quarto de dólar, o meio dólar, o dólar comercial, o dólar de ouro [en], a quarto de águia, a moeda de três dólares [en], a meia-águia, a águia [en] e a águia dupla [en].
A lei especificou as características de cada moeda. Não houve alteração na composição de bronze do centavo. O dime, o quarto de dólar e o meio dólar foram ligeiramente aumentados ema em peso, de modo que um dólar dessas moedas pesasse 25 gramas (0,88 oz), em referência ao sistema métrico — o níquel de cinco centavos já pesava 5 gramas (0,18 oz). Determinou-se que o anverso de cada moeda americana deveria ser emblemático da Liberdade, e que uma águia deveria aparecer no reverso, exceto nas moedas de pequeno diâmetro (centavo, níquel de três centavos, níquel de cinco centavos, dime, dólar de ouro e moeda de três dólares), nas quais a águia não poderia figurar. Exigiu-se o uso do nome do país no reverso e da inscrição "E Pluribus Unum" em algum lugar da moeda. Permitiu-se o lema "In God We Trust" nas moedas americanas — continuando a permissão concedida pela Lei de 3 de março de 1865, que autorizou o níquel de três centavos. A lei de 1873 permitiu a redenção de moedas de metal base atuais ou obsoletas pelo Tesouro, quando apresentadas em lotes de 20 dólares ou mais, mantendo uma disposição de 1871.
Outras disposições dessa parte da lei permitiam que depositantes de lingotes de prata recebessem seu metal de volta em barras ou em dólares comerciais. Proibia-se o depósito de prata para cunhagem em outras moedas, mas permitia-se à Casa da Moeda, por dois anos, comprar lingotes de prata com moedas de prata em Filadélfia e no Escritório de Ensaio de Nova York. Essa prática, embora ilegal sob a lei de 1853, era há muito tolerada pelos diretores da Casa da Moeda.

### Testes e a Comissão de Ensaio (§§40–50)

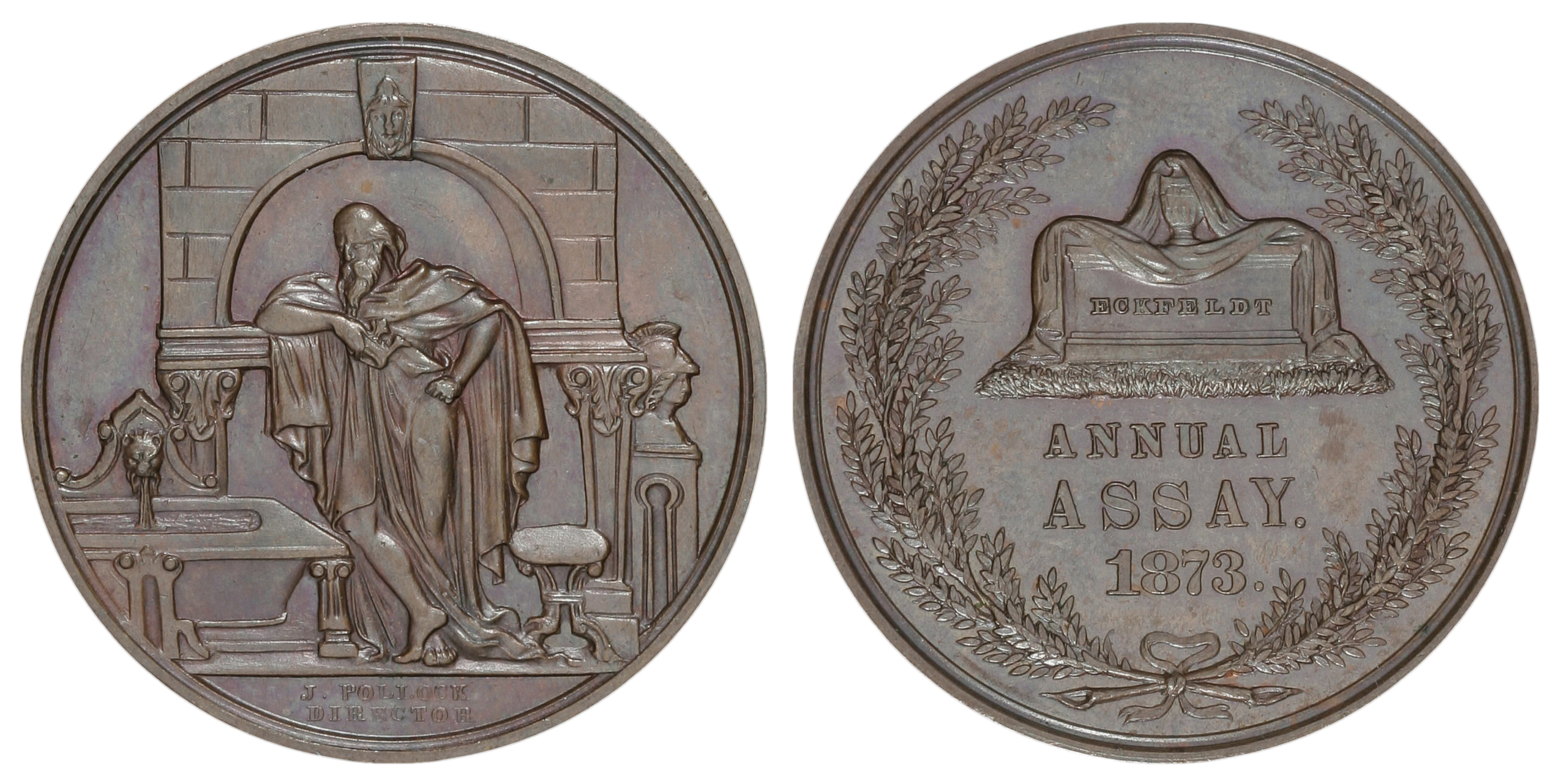
Medalha (por William Barber, Gravador-Chefe) cunhada para a Comissão de Ensaio de 1873. O caixão no reverso homenageia o Ensaiador da Casa da Moeda de Filadélfia, Jacob Eckfeldt, recentemente falecido.

A Comissão de Ensaio [en] reunia-se anualmente na Casa da Moeda de Filadélfia, na maioria dos anos entre 1797 e 1980, quando foi extinta. Composta por oficiais do governo e membros do público, ela testava as moedas de ouro e prata emitidas pela Casa da Moeda para garantir que atendessem aos padrões.
A lei de 1837 designara o juiz do Tribunal Distrital dos Estados Unidos para o Distrito Leste da Pensilvânia [en], o Procurador dos Estados Unidos daquele distrito e o Coletor do Porto de Filadélfia como membros ex officio da Comissão de Ensaio. A Lei de Cunhagem de 1873 manteve o juiz como membro, mas excluiu os outros dois, substituindo-os pelo Controlador da Moeda e o ensaiador do Escritório de Ensaio de Nova York. Sob a lei de 1837, o presidente podia nomear membros do público anualmente, prática mantida na nova legislação. A lei de 1873 também detalhou o procedimento para coletar amostras de cada entrega do Cunhador de cada casa da moeda, selá-las em envelopes e enviá-las a Filadélfia, onde a Comissão de Ensaio se reunia todo mês de fevereiro.
Essa parte da Lei de Cunhagem também regulamentava como o Cunhador deveria prestar contas, os testes internos de moedas fora da Comissão de Ensaio e mantinha o fundo de lingotes, permitindo que depositantes de ouro ou prata recebessem moedas ou outro pagamento sem esperar o processamento de seu metal. As casas da moeda deveriam possuir um conjunto de pesos conforme o peso oficial de uma libra troy, comprado pelo ministro dos EUA em Londres em 1827, e os de Filadélfia deveriam ser testados anualmente na presença da Comissão de Ensaio.

### Infrações criminais e disposições diversas (§§51–67)
As seções 51 a 53 regulamentaram questões que haviam sido controversas nas décadas anteriores. A seção 51 exigia que todas as matrizes do anverso (contendo a data na maioria das denominações) fossem destruídas ao final de cada ano. Sob o Diretor Snowden, na década de 1850, a Casa da Moeda havia recunhado moedas raras de datas antigas para vender ou trocar com colecionadores. A seção 52 permitia a cunhagem de medalhas de caráter nacional em Filadélfia, mas proibia medalhas privadas. Até 1854, ano em que foi demitido pelo presidente Franklin Pierce, Peale conduzira um controverso negócio de medalhas nas dependências da Casa da Moeda de Filadélfia. A seção 53 determinava que os lucros do bureau com a senhoriagem fossem depositados no Tesouro, proibindo a Casa da Moeda de usar esse dinheiro para despesas ou salários. Sob o Diretor Patterson (aposentado em 1851), a Casa da Moeda reteve esses ganhos e os gastou sem supervisão congressional.
Os escritórios de ensaio foram regulamentados pelas seções 54 a 60, sob o controle do Diretor da Casa da Moeda. Cada escritório seria gerido de forma semelhante às casas da moeda, com um superintendente responsável e dois oficiais subordinados: um Ensaiador e um Fundidor e Refinador. As seções 61 a 64 proibiam falsificação, redução intencional do peso das moedas para obter metal e outras infrações, estabelecendo as punições correspondentes. A seção 65 era uma disposição transitória, fixando a data de entrada em vigor em 1º de abril de 1873, determinando que o então Diretor da Casa da Moeda (Pollock) se tornaria superintendente em Filadélfia e que os ocupantes do cargo de Tesoureiro em cada casa da moeda (extinto pela lei) passariam a ser Assistentes do Tesoureiro dos Estados Unidos. A seção 66 listava cada casa da moeda e escritório de ensaio, e a seção 67 nomeava a legislação como "Lei de Cunhagem de mil oitocentos e setenta e três".

## Consequências

### Reação posterior
A abolição do meio-dime, ainda em circulação no Extremo Oeste, causou escassez de troco pequeno na região. O Congresso tentou resolver isso com a impopular moeda de vinte centavos [en], cunhada para circulação apenas em 1875 e 1876, mas rejeitada pelo público por sua semelhança com o quarto de dólar. O Oeste dos Estados Unidos só foi plenamente suprido de troco pequeno quando a Casa da Moeda começou a cunhar centavos lá em 1908 e níqueis de cinco centavos em 1912. O dólar comercial, criado principalmente para competir com os dólares mexicanos no comércio do Extremo Oriente, não obteve aceitação total no Oriente. Muitos retornaram aos Estados Unidos (ou nunca saíram). Como podiam ser comprados com desconto, tornaram-se populares entre empregadores, que os incluíam nos envelopes de pagamento dos trabalhadores. Em 1876, o Congresso revogou até mesmo seu limitado status de curso legal; em 1878, a Casa da Moeda parou de cunhá-los, exceto para colecionadores, e essa emissão limitada cessou após 1885. Em 1887, o Congresso permitiu uma janela de seis meses para resgatá-los por outra moeda, desde que não tivessem sido marcados por comerciantes asiáticos.

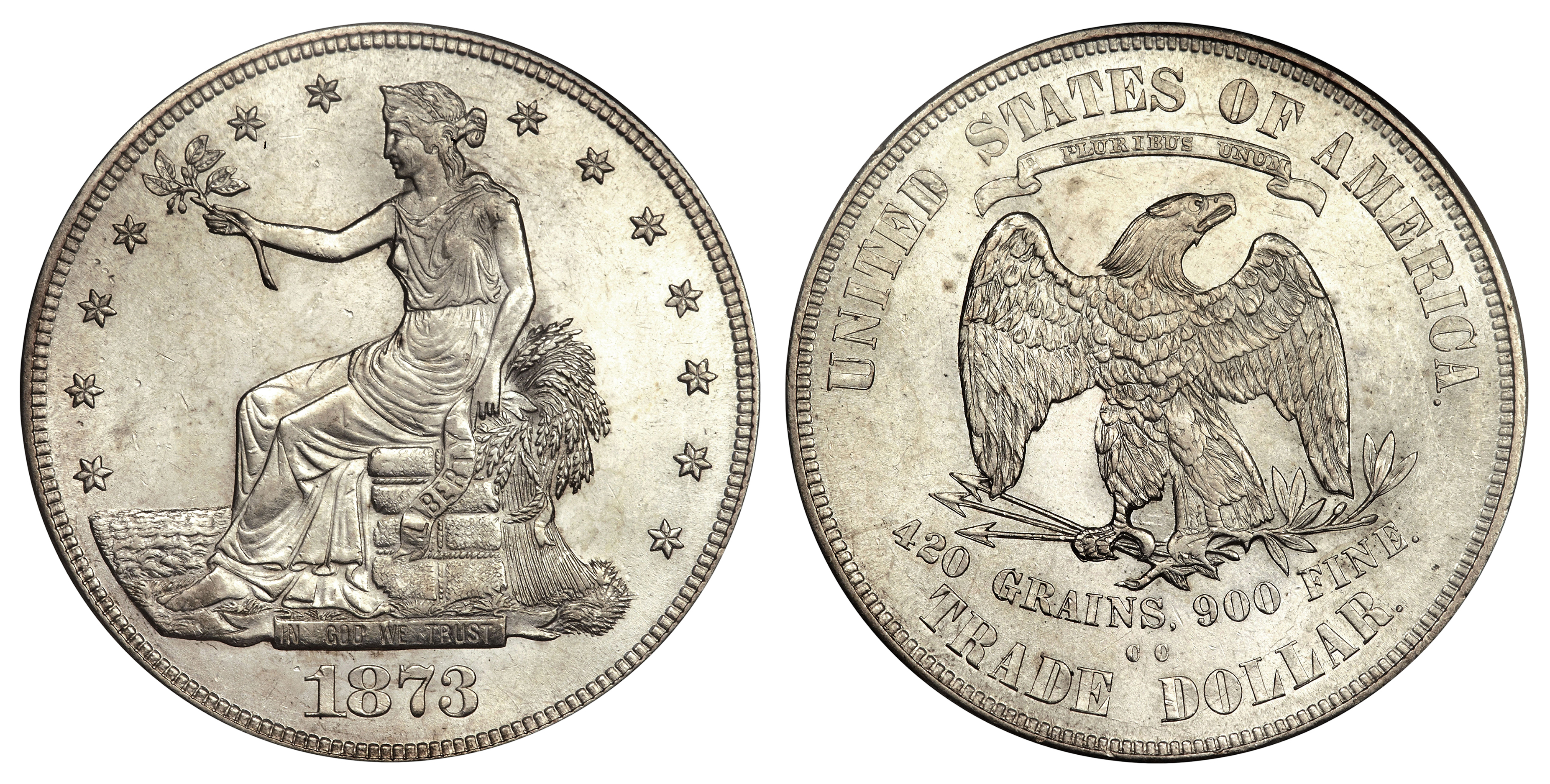
O dólar comercial, destinado ao uso no Extremo Oriente, tornou-se controverso ao circular nos EUA.

Como Friedman observou, se o preço da prata tivesse permanecido alto, a exclusão do dólar de prata da lei de 1873 teria sido irrelevante. Em 1874, o impacto das novas minas no Extremo Oeste e a venda de prata na Alemanha após sua desmonetização lá reduziram o preço da prata. Os produtores de prata não sabiam da mudança legal e só a descobriram ao tentar apresentar prata nas casas da moeda para cunhagem. Segundo o historiador numismático Don Taxay [en], "seguiu-se uma agitação, durante a qual vários congressistas piedosos fingiram ignorância da revogação, alegando que ela fora inserida furtivamente no projeto da Casa da Moeda". Um fabricante de Delaware escreveu ao senador Thomas F. Bayard em 1878: "no início... eu era totalmente ignorante de tudo relacionado à questão da prata — tanto que (descubro agora, como quase todos, inclusive congressistas!) eu não sabia que a prata havia sido desmonetizada".
Uma grave depressão, o Pânico de 1873, começou no mesmo ano da aprovação da lei e persistiu por grande parte da década. Muitos nos Estados Unidos passaram a ver o padrão-ouro como rígido demais para lidar com tempos econômicos difíceis, buscando restaurar o bimetalismo. A inflação gerada por essa política facilitaria o pagamento de dívidas. O preço da prata continuou caindo — em meados de 1876, a prata em um dólar das novas moedas subsidiárias de peso métrico valia apenas 0,75 dólar, embora tenha se recuperado parcialmente depois.
No início de 1875, o Congresso aprovou a Lei de Retomada do Pagamento de Espécie [en], para retomada de pagamentos em espécie (ou seja, em moedas de ouro e prata), efetiva em 1879. Friedman argumentou que, sem a lei de 1873, a retomada teria ocorrido efetivamente sob o padrão prata, o que ele considerava positivo, trazendo mais estabilidade econômica e "quase certamente teria evitado" a recessão do início dos anos 1890, conhecida como Pânico de 1893.

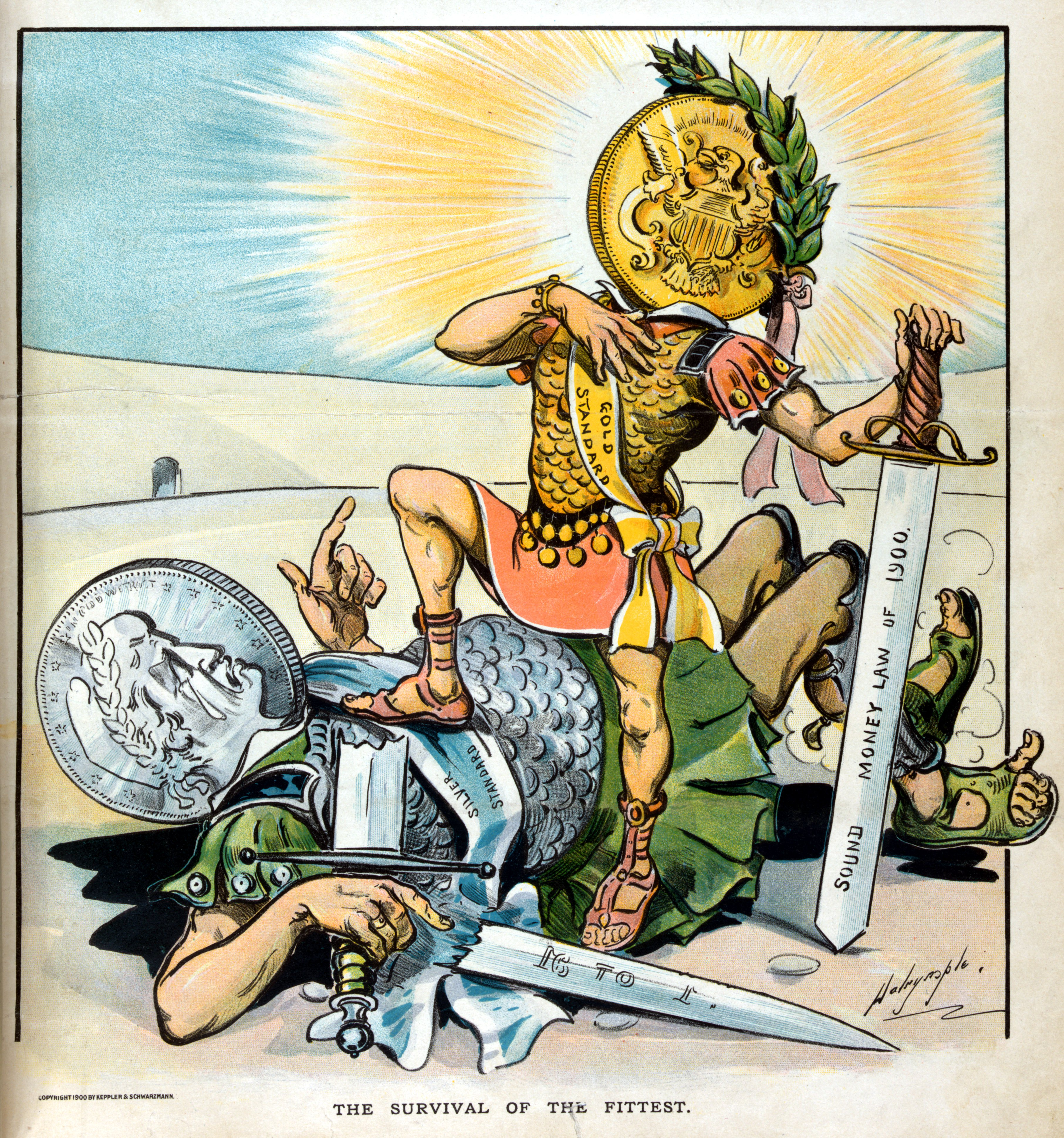
O padrão-ouro triunfante: caricatura da revista Puck, 1900

O apoio ao bimetalismo cresceu na década de 1870, resultando na aprovação da Lei Bland-Allison [en] em 28 de fevereiro de 1878, apesar do veto do presidente Rutherford B. Hayes. Essa lei obrigava o Tesouro a comprar milhões de dólares em lingotes de prata mensalmente, cunhando-os em dólares de prata, que foram restaurados como curso legal, exceto quando ouro fosse especificado por lei ou contrato privado. O renovado apoio à prata levou à Lei de Compra de Prata Sherman [en] de 1890, aumentando significativamente as compras de prata e exigindo pagamento com notas resgatáveis em ouro. Nos três anos seguintes, 132 milhões de dólares em ouro foram retirados do Tesouro, e, em meio a outra depressão, o presidente Grover Cleveland conseguiu a revogação da lei de compra de prata.
O movimento pela prata livre atingiu seu auge na campanha de 1896 do ex-representante de Nebraska William Jennings Bryan, que ganhou a indicação democrata para presidente após seu Discurso da Cruz de Ouro [en], que condenava o padrão-ouro e eletrizou a Convenção Nacional Democrata de 1896 [en]. Bryan foi derrotado na eleição pelo ex-governador de Ohio William McKinley, e, em 1900, o Congresso aprovou a Lei do Padrão-Ouro, formalizando esse padrão. O padrão-ouro foi abandonado para muitos fins pela administração do New Deal de Franklin Delano Roosevelt e completamente encerrado por Richard Nixon em 1971.

### "Crime de 73"

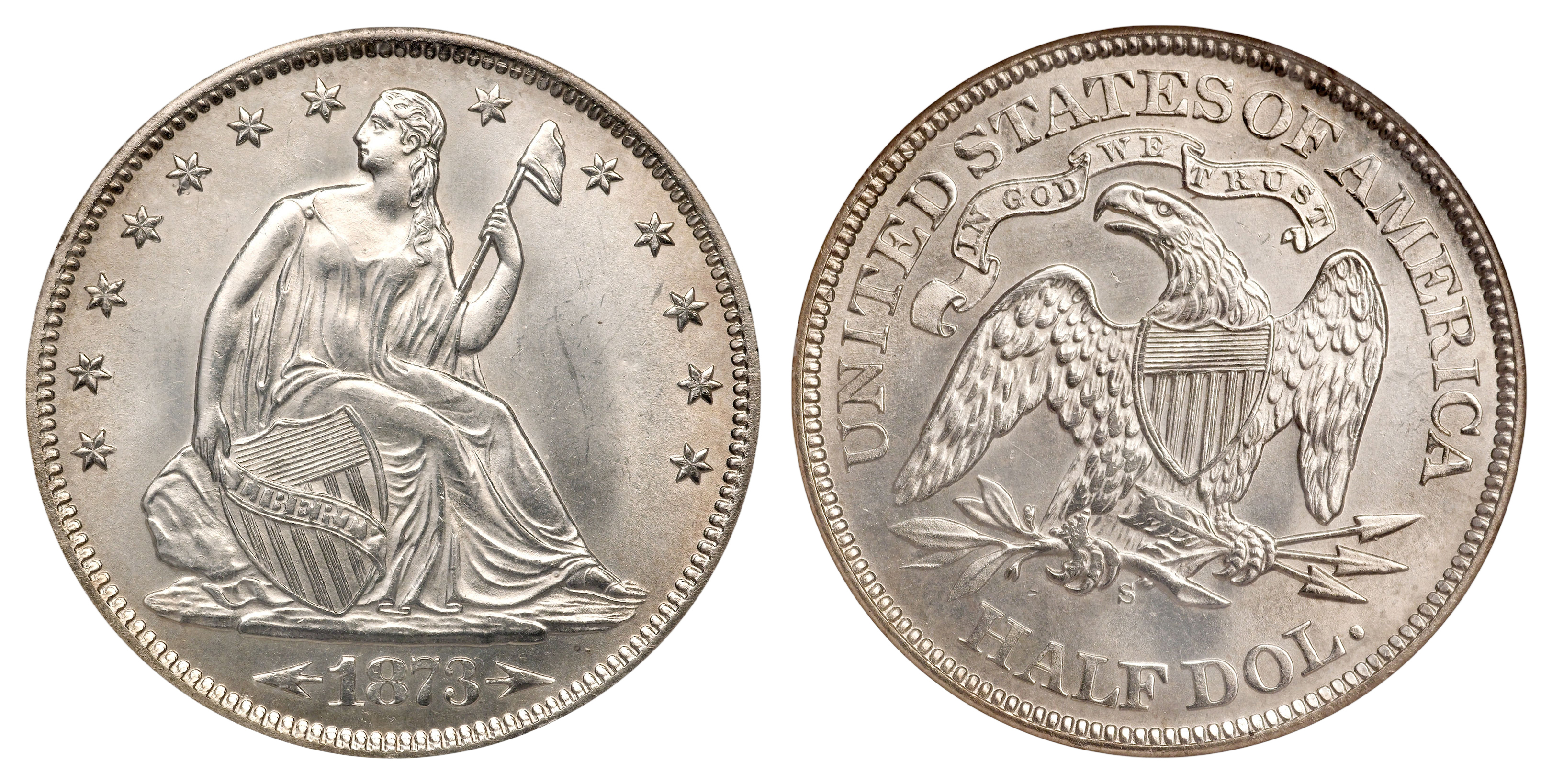
As setas ao lado da data deste meio dólar indicam que ele foi feito após a Lei de Cunhagem aumentar seu peso para 12,5 gramas.

O jornal The Atlanta Constitution [en] noticiou a aprovação da Lei de Cunhagem em 1º de abril de 1873, destacando a abolição da moeda de dois centavos e a autorização do dólar comercial, mas sem mencionar o fim do dólar de prata padrão. Não houve objeção generalizada à lei de 1873 até 1876. Vários fatores levaram aos protestos então: políticas monetárias restritivas do Tesouro para a retomada de pagamentos em espécie, uma queda mais acentuada no preço da prata, e o uso disseminado de dólares comerciais após sua rejeição no mercado chinês. Ao mesmo tempo, a Comstock Lode e outras áreas de mineração no Oeste produziam quantidades recordes de prata. Com a depressão em curso, a prata passou a ser vista como meio de inflar a moeda e estimular a economia.
A partir de março de 1876, o ex-editor de jornal George Weston publicou cartas afirmando que o bimetalismo era mandated pela Constituição e questionando como a Lei de Cunhagem fora aprovada. Jornais simpáticos começaram a sugerir que a legislação fora promulgada por corrupção em benefício de capitalistas ricos. Em 5 de agosto de 1876, o congressista do Missouri Richard P. Bland [en] (logo conhecido como "Dick da Prata") declarou na Câmara dos Representantes: "A lei de 12 de fevereiro de 1873 foi uma fraude, pois seu título não dava pista de sua real intenção. Os registros mostram que ela foi aprovada furtivamente, sem reconsideração ou debate". Em 1878, o congressista Kelley, que apresentara o projeto na Câmara, afirmou: "Eu ignorava que ela desmonetizaria o dólar de prata".
Frequentemente acusado por aqueles que viam a lei como um crime foi o escritor financeiro britânico Ernest Seyd [en], que aconselhara sobre o texto do projeto, conforme atestado pelo congressista Hooper na Câmara em 1872. Segundo essa teoria, Seyd era agente de detentores britânicos de títulos americanos, que o enviaram à América com £100.000 (cerca de 550.000 dólares na época) para subornar congressistas a desmonetizar a prata. Kelley negou que isso tivesse ocorrido, mas a história pegou e tornou-se uma crença comum no movimento da prata. Em 1890, a suposta corrupção de Seyd foi afirmada na Câmara pelo representante de Arkansas Thomas C. McRae [en]. Na verdade, Seyd era um ardente bimetalista que se opunha fortemente à desmonetização americana da prata. A pedido de Hooper, ele submeteu uma análise do projeto, na qual defendia a retenção do dólar de prata como curso legal.
O primeiro uso da expressão "Crime de 1873" em debates congressionais foi pelo senador do Colorado Henry M. Teller [en], que, em 10 de julho de 1890, declarou: "a luta pela cunhagem livre [de prata] começou, e continuará até que a vontade do povo seja ouvida na promulgação de uma lei que coloque a prata de volta onde pertence e onde estaria, não fosse o erro ou o crime de 1873". A lei já era chamada de "crime" antes, sem a frase exata; em um discurso de 1889, o senador de Nevada William M. Stewart [en] a classificou como "crime" sete vezes. Ele havia votado a favor dela em 1873.